# Grand Prix-seizoen 1912
In het Grand Prix-seizoen 1912 werd voor het eerst sinds het 1908 weer een Grande Épreuve verreden in Frankrijk. Het seizoen begon op 4 mei en eindigde op 5 oktober na één Grande Épreuve en zes andere races.

## Kalender

### Grandes Épreuves
| Ronde | Datum      | Grand Prix | Circuit | Winnaar         | Constructeur | Verslag |
| ----- | ---------- | ---------- | ------- | --------------- | ------------ | ------- |
| 1     | 25-26 juni | Frankrijk  | Dieppe  | Georges Boillot | Peugeot      | verslag |

### Andere races
| Datum        | Land             | Racenaam              | Circuit      | Winnaar              | Constructeur | Verslag |
| ------------ | ---------------- | --------------------- | ------------ | -------------------- | ------------ | ------- |
| 4 mei        | Verenigde Staten | Free-For-All Race     | Santa Monica | Teddy Tetzlaff       | Fiat         | verslag |
| 30 mei       | Verenigde Staten | Indianapolis 500      | Indianapolis | Joe Dawson, Don Herr | National     | verslag |
| 31 augustus  | Verenigde Staten | Elgin National Trophy | Elgin        | Ralph DePalma        | Mercedes     | verslag |
| 29 september | Frankrijk        | Sarthe Cup            | Le Mans      | Jules Goux           | Peugeot      | verslag |
| 2 oktober    | Verenigde Staten | Vanderbilt Cup        | Milwaukee    | Ralph DePalma        | Mercedes     | verslag |
| 5 oktober    | Verenigde Staten | American Grand Prize  | Milwaukee    | Caleb Bragg          | Fiat         | verslag |

1894 · 1895 · 1896 · 1897 · 1898 · 1899 · 1900 · 1901 · 1902 · 1903 · 1904 · 1905 · 1906 · 1907 · 1908 · 1909 · 1910 · 1911 · 1912 · 1913 · 1914 · 1915 · 1916 · Eerste Wereldoorlog · 1919 · 1920 · 1921 · 1922 · 1923 · 1924 · 1925 · 1926 · 1927 · 1928 · 1929 · 1930 · 1931 · 1932 · 1933 · 1934 · 1935 · 1936 · 1937 · 1938 · 1939 · 1940-1945 (Tweede Wereldoorlog) · 1946 · 1947 · 1948 · 1949 
 Lijst van Grand Prix-wedstrijden voor 1950